# Marie-Anne Vandermoere
Marie-Anne Vandermoere (Brujas, 10 de septiembre de 1966) es una deportista belga que compitió en remo. Ganó una medalla de plata en el Campeonato Mundial de Remo de 1987, en la prueba de doble scull ligero.

## Palmarés internacional
| Campeonato Mundial | Campeonato Mundial     | Campeonato Mundial | Campeonato Mundial |
| Año                | Lugar                  | Medalla            | Prueba             |
| ------------------ | ---------------------- | ------------------ | ------------------ |
| 1987               | Copenhague (Dinamarca) | Medalla de plata   | Doble scull ligero |